# Grammy for Bedste korte musikvideo
Grammy for Best Music Video er en amerikansk pris der blev uddelt af Recording Academy for årets bedste korte musikvideo. Prisen afløste i 1984 Video of the Year og har været uddelt siden. Der er en tilsvarende Best Long Form Music Video. 
Prisen har skiftet navn et par gange:
- Fra 1984 til 1985 hed den Best Video, Short Form
- Fra 1986 til 1997 hed den Best Music Video, Short Form
- Fra 1998 til 2012 hed den Best Short Form Music Video
- Siden 2013 har den heddet Best Music Video

## Modtagere af Grammy for Best Short Form Video
- 2025: Kendrick Lamar for Not Like Us
- 2024: The Beatles for I’m Only Sleeping
- 2023: Taylor Swift for All Too Well: The Short Film
- 2022: Jon Batiste for Freedom
- 2021: Beyoncé, Blue Ivy og Wizkid for Brown Skin Girl
- 2020: Lil Nas X og Billy Ray Cyrus for Old Town Road
- 2019: Childish Gambino for This Is America
- 2018: Kendrick Lamar for Humble
- 2017: Beyoncé for Formation
- 2016: Taylor Swift og Kendrick Lamar for Bad Blood
- 2015: Pharrell Williams for Happy
- 2014: Justin Timberlake og Jay-Z for Suit & Tie
- 2013: Rihanna og Calvin Harris for We Found Love
- 2012: Adele for Rolling in the Deep
- 2011: Lady Gaga for Bad Romance
- 2010: The Black Eyed Peas for Boom Boom Pow
- 2009: Weezer for Pork and Beans
- 2008: Johnny Cash for God's Gonna Cut You Down
- 2007: OK Go for Here It Goes Again
- 2006: Missy Elliott for Lose Control
- 2005: Grace Bodie (video producer), Alex & Martin (video instruktør) & U2 for Vertigo
- 2004: Aris McGarry (video producer), Mark Romanek (video instruktør) & Johnny Cash for Hurt
- 2003: Greg Tharp (video producer), Joseph Kahn (video instruktør) & Eminem for Without Me
- 2002: Deannie O'Neil, Vincent Landay (video producers), Spike Jonze (video instruktør), Bootsy Collins & Fatboy Slim for Weapon of Choice
- 2001: Tina Nakane (video producer), Jesse Peretz (video instruktør) & Foo Fighters for Learn to Fly
- 2000: Bart Lipton, Terry Fitzgerald (video producers), Graham Morris, Jonathan Dayton, Todd McFarlane, Valerie Faris (video instruktør) & KoRn for Freak on a Leash

- 1999: Billy Poveda & Nicola Doring (video producers), Jonas Åkerlund (video instruktør) & Madonna for Ray of Light
- 1998: Aris McGarry (video producer), Mark Romanek (video instruktør) & Janet Jackson for Got 'Till It's Gone
- 1997: Vincent Joliet (video producer), Joe Pytka (video instruktør) & The Beatles for Free as a Bird
- 1996: Cean Chaffin (video producer), Mark Romanek (video instruktør), Janet Jackson & Michael Jackson for Scream
- 1995: Cean Chaffin (video producer), David Fincher (video instruktør) & The Rolling Stones for Love is Strong
- 1994: Prudence Fenton (video producer), Stephen R. Johnson (video instruktør) & Peter Gabriel for Steam
- 1993: John Downer (video instruktør & producer) & Peter Gabriel for Digging in the Dirt
- 1992: Dave Ramser (video producer), Tarsem (video instruktør) & R.E.M. for "Losing My Religion"
- 1991: Sharon Oreck (video producer), Candice Reckinger, Michael Patterson (video instruktør) & Paula Abdul for Opposites Attract
- 1990: Jim Blashfield, Paul Diener, Frank DiLeo, Jerry Kramer, (video producers), Jim Blashfield (video instruktør) & Michael Jackson for Leave Me Alone

- 1987: Dire Straits for Dire Straits – Brothers in Arms
- 1986: Quincy Jones (video producer) & Tom Trbovich (video instruktør) for We Are the World – The Video Event spillet af USA for Africa
- 1985: David Bowie for David Bowie
- 1984: Duran Duran for Girls on Film/Hungry Like the Wolf

## Se Også
- Grammy priserne.